# NGC 6326
NGC 6326 (другие обозначения — PK 338-8.1, ESO 228-PN1, AM 1716-514) — планетарная туманность в созвездии Жертвенник.
Этот объект входит в число перечисленных в оригинальной редакции «Нового общего каталога».